# Dominikanische Fußballnationalmannschaft der Frauen
Die dominikanische Fußballnationalmannschaft der Frauen (spanisch Selección femenina de fútbol de República Dominicana) repräsentiert die karibische Dominikanische Republik im internationalen Frauenfußball. Da der nationale Verband Federación Dominicana de Fútbol Mitglied im Weltverband FIFA und im Regionalverband CONCACAF ist, ist die Mannschaft für die Teilnahme an der Qualifikation zur CONCACAF W Championship berechtigt. Weiter tritt die Mannschaft auch in der Qualifikation für die Olympischen Spiele an.

## Geschichte
Das erste Spiel der Geschichte für die Mannschaft, fand am 10. Juli 2002 bei der Qualifikation für den CONCACAF Women’s Gold Cup 2002 gegen die Mannschaft von St. Lucia statt und endete für die Mannschaft mit einem 2:2. Danach gelang mit einem 3:0 über die Bahamas dann auch gleich der erste Länderspielsieg der Geschichte. Am Ende verlor man dann aber noch 0:2 gegen Haiti, wodurch man es nicht in die nächste Runde schaffte.
Wesentlich besser lief es dann in der Qualifikation zum Turnier im Jahr 2006. Hier gelang in der ersten Runde gegen alle Mannschaften ein Sieg mit mindestens zwei Toren Differenz und so zog man als Gruppenerster in die nächste Runde ein. Hier musste man nach einem 2:0-Sieg über Suriname jedoch eine 0:7-Niederlage gegen Trinidad und Tobago einstecken und verpasste somit knapp die Finalrunde. So lange überdauerte die Qualifikation zur Ausgabe 2010, dann jedoch nicht. Durch eine knappe 1:2-Niederlage im zweiten Spiel gegen Haiti endete die Qualifikation für die Mannschaft bereits nach zwei Partien.
Bei der Qualifikation im Jahr 2014, als Teil der Karibikmeisterschaft war man dann Gastgeber der Qualifikationsgruppe und scheiterte hier bereits wieder im zweiten Spiel mit einer hohen Niederlage (diesmal gegen Jamaika). Auch bei der Qualifikationsphase für das Turnier im Jahr 2018, war man wieder als Gastgeber gesetzt und konnte in den vier Spielen hier zumindest zwei Siege erzielen. Am Ende verblieb man jedoch trotzdem auf dem dritten Platz und kam so nicht in die nächste Runde.
Die Qualifikation für die CONCACAF W Championship 2022, startete dann mit einem 9:0-Sieg über Grenada. Auch die nächsten beiden Spiele gegen die Cayman Islands und Bermuda, konnte man jeweils gewinnen. Aber auch hier scheiterte man wieder an Jamaika, diesmal zumindest aber nur mit einer 1:5-Niederlage.

## Weltmeisterschaft
| - 1991: keine Teilnahme, erstes Spiel erst 2002 - 1995: keine Teilnahme, erstes Spiel erst 2002 - 1999: keine Teilnahme, erstes Spiel erst 2002 - 2003: nicht qualifiziert - 2007: nicht qualifiziert | - 2011: nicht qualifiziert - 2015: nicht qualifiziert - 2019: nicht qualifiziert - 2023: nicht qualifiziert |

## CONCACAF W Championship / CONCACAF Women’s Gold Cup
| - 1991: keine Teilnahme, erstes Spiel erst 2002 - 1993: keine Teilnahme, erstes Spiel erst 2002 - 1994: keine Teilnahme, erstes Spiel erst 2002 - 1998: keine Teilnahme, erstes Spiel erst 2002 - 2000: keine Teilnahme, erstes Spiel erst 2002 - 2002: nicht qualifiziert | - 2006: nicht qualifiziert - 2010: nicht qualifiziert - 2014: nicht qualifiziert - 2018: nicht qualifiziert - 2022: nicht qualifiziert |

## CONCACAF W Gold Cup
- 2024: Vorrunde